# Saint-Maurice-des-Champs
Saint-Maurice-des-Champs ist eine französische Gemeinde mit 65 Einwohnern (Stand: 1. Januar 2022) im Département Saône-et-Loire in der Region Bourgogne-Franche-Comté (vor 2016 Bourgogne). Die Gemeinde gehört zum Arrondissement Chalon-sur-Saône und zum Kanton Givry (bis 2015: Buxy). Die Einwohner werden Campimauriciens genannt.

## Lage
Saint-Maurice-des-Champs liegt etwa 24 Kilometer südwestlich von Chalon-sur-Saône. Umgeben wird Saint-Maurice-des-Champs von den Nachbargemeinden Saint-Martin-du-Tartre im Norden, Culles-les-Roches im Nordosten, Saint-Gengoux-le-National im Osten und Südosten, Burnand im Süden sowie Vaux-en-Pré im Westen.

## Bevölkerung
| Jahr                      | 1962 | 1968 | 1975 | 1982 | 1990 | 1999 | 2006 | 2011 | 2016 |
| ------------------------- | ---- | ---- | ---- | ---- | ---- | ---- | ---- | ---- | ---- |
| Einwohnerzahl             | 87   | 95   | 68   | 81   | 66   | 52   | 58   | 63   | 63   |
| Quelle: Cassini und INSEE |      |      |      |      |      |      |      |      |      |

## Sehenswürdigkeiten
- Kirche Saint-Maurice aus dem 12. Jahrhundert, Monument historique
- Schloss La Rochette

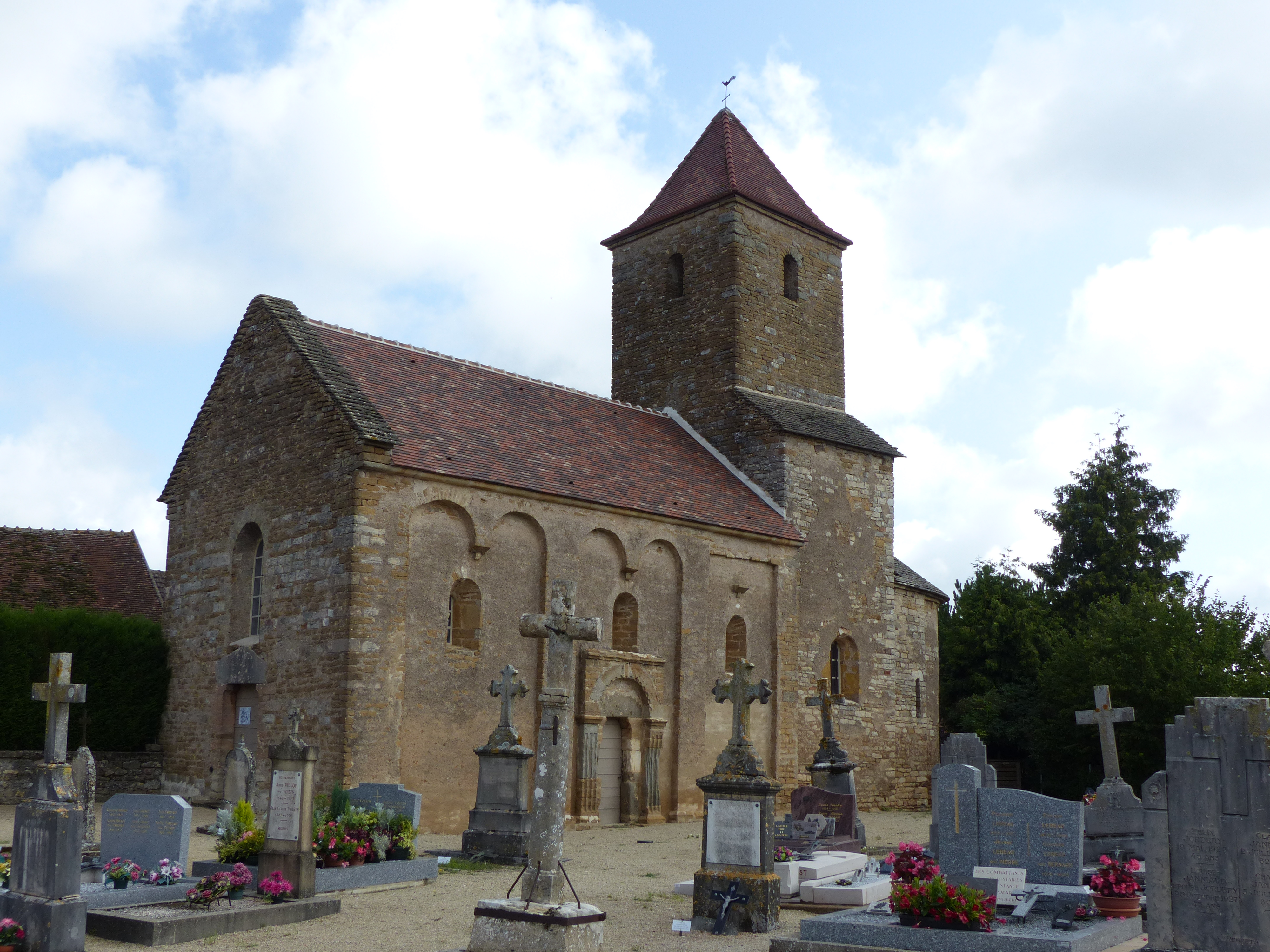
Kirche Saint-Maurice
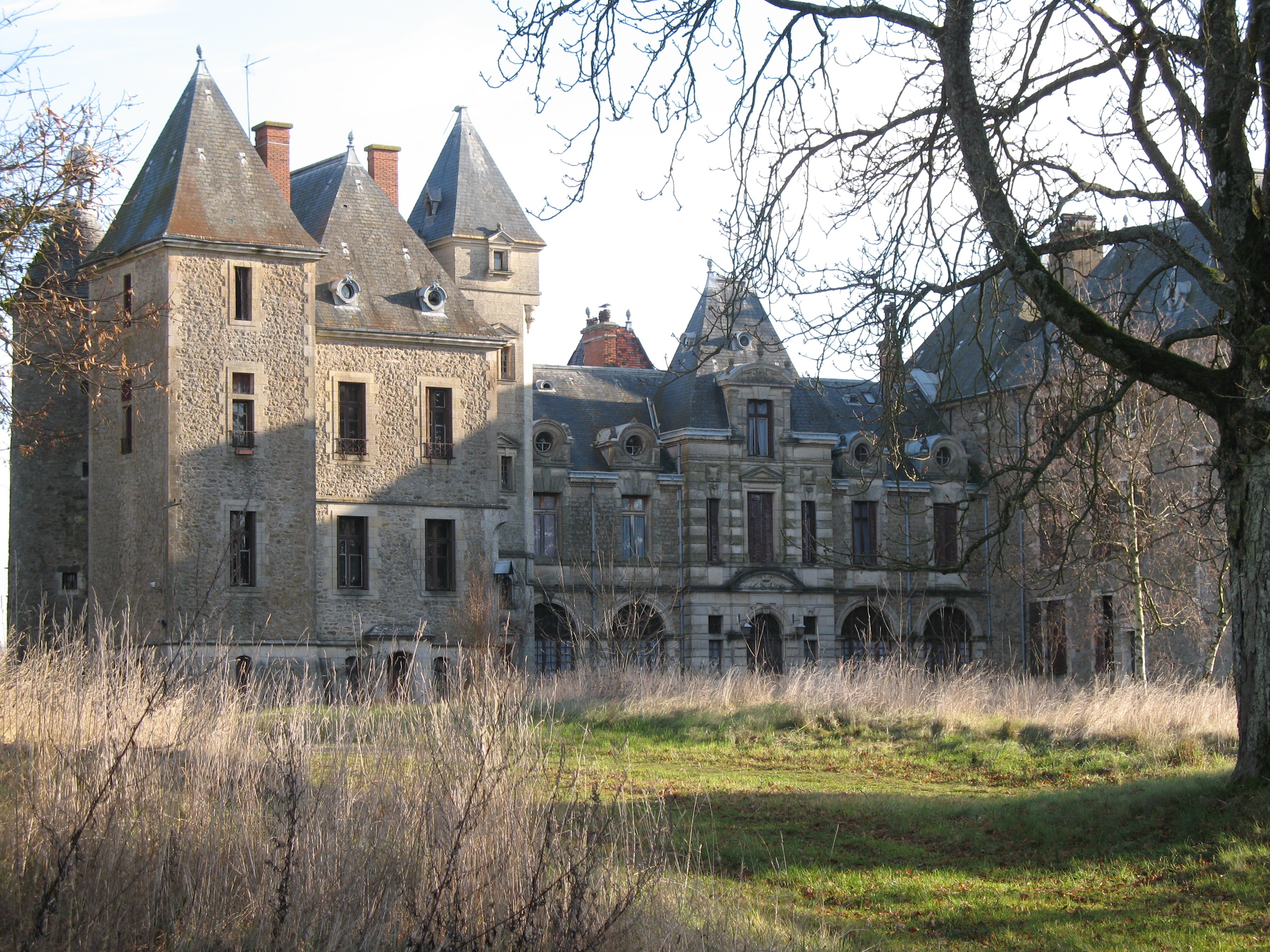
Schloss La Rochette